# Gorybia armata
Gorybia armata är en skalbaggsart som beskrevs av Martins 1976. Gorybia armata ingår i släktet Gorybia och familjen långhorningar.
Artens utbredningsområde är:
- Honduras.
- Venezuela.

Inga underarter finns listade i Catalogue of Life.